# Ferenc Steiner
Ferenc Steiner (16 de outubro de 1888, data da morte desconhecida) foi um ciclista de estrada húngaro que competiu no ciclismo nos Jogos Olímpicos de Verão de 1924, representando a Hungria.